# Grand Falls-Windsor
Grand Falls-Windsor je kanadské město v provincii Newfoundland a Labrador, na ostrově Newfoundland. Vzniklo 1. ledna 1991 sloučením dvou sídel, a sice Windsor, ležícím severně od Trans Canada Highway, a Grand Falls, nacházejícím se jižně od této komunikace. Město je sídlem dřevařského a papírenského průmyslu. V okolních lesích žijí losi, medvědi černí a lišky.
K roku 2011 zde žilo celkem 13 725 obyvatel. Ve městě se nachází regionální muzeum Mary March (v originále Mary March Provincial Museum) seznamující návštěvníky s místní geologií, historií a způsobem obživy zdejších obyvatel. Před muzeem stojí železniční lokomotiva odkazující na železniční trať, která městem vedla, ale roku 1988 na ní byl provoz ukončen.

## Osobnosti
Ve městě se narodili:
- herec Gordon Pinsent (* 1930)
- lední hokejista Dave Pichette (* 1960)